# Бык (фильм, 2019)
«Бык» — российский драматический криминальный фильм режиссёра Бориса Акопова. Премьера фильма в России состоялась 22 августа 2019 года. Телевизионная премьера фильма состоялась 28 апреля 2023 года на телеканале «НТВ». Главный призёр фестиваля «Кинотавр» 2019 года.
Дебютный фильм режиссёра, сняв три года спустя следующую картину «Кэт» Акопов подчеркнул:
Важно сказать, что для меня и «Бык», и «Кэт» — это такой диптих, двухарочная структура. Для меня эти картины срощены.

## Сюжет
Весна 1997 года. Подмосковье. Молодой лидер преступной группировки Антон Быков по кличке «Бык» вынужден зарабатывать любыми способами, чтобы обеспечить свою семью. Однажды не успев скрыться после районной «стрелки», Антон попадает в отдел УВД, откуда ему помогает выйти один из крупных криминальных авторитетов Москвы. Взамен он просит героя о маленькой, но опасной услуге. Тот соглашается, но вскоре слишком поздно поймёт, какие последствия будут ожидать его и дорогих ему людей.

## В ролях
| Актёр              | Роль            |
| ------------------ | --------------- |
| Юра Борисов        | Антон Быков     |
| Стася Милославская | Таня            |
| Афина Кондрашова   | Аня Быкова      |
| Егор Кенжаметов    | Миша Быков      |
| Александр Самсонов | Македонский     |
| Игорь Савочкин     | Моисей          |
| Алексей Филимонов  | Маус            |
| Сергей Двойников   | Дуглас          |
| Александр Левин    | Савва           |
| Роман Колотухин    | Агасфер         |
| Никита Табунщик    | Никита          |
| Мария Звонарёва    | Светлана Быкова |
| Ольга Верещагина   | эпизод          |
| Андрей Полищук     | портье          |
| Александр Гурьев   | Крендель        |

## Награды и номинации[6]
- Кинотавр 2019 — главный приз за полнометражный фильм (Борис Акопов), приз «лучший кинематографист» (Глеб Филатов)
- Международный кинофестиваль в Карловых Варах 2019 — премия конкурса «К Востоку от Запада» (Борис Акопов)
- Международный кинофестиваль «Братья Манаки» 2019 — номинирован в категории Золотая камера 300 (Глеб Филатов)